# Fred Ford
Frederick George Luther Ford (Dartford, 10 febbraio 1916 – Bristol, 16 ottobre 1981) è stato un allenatore di calcio e calciatore inglese.

## Carriera
Allenando lo Swindon Town partecipa alla Coppa Anglo-Italiana 1970: inserito nel gruppo 1 ottiene vittorie contro Juventus (4-0 a Swindon e 0-1 a Torino) e Napoli (0-1 a Napoli). Vince la classifica finale inglese accedendo alla finale contro il Napoli dove, pur giocando a Napoli, ottiene una vittoria netta per 0-3 vincendo la competizione.

## Palmarès

### Allenatore

#### Competizioni internazionali
- Coppa di Lega Italo-Inglese: 1

Swindon Town: 1969
- Coppa Anglo-Italiana: 1

Swindon Town: 1970